# Der 100.000 $ Fisch
Der 100.000 $ Fisch (Originaltitel: Gone Fishin' ) ist eine US-amerikanische Filmkomödie aus dem Jahr 1997 von Christopher Cain.

## Handlung
Die beiden seit ihrer Kindheit befreundeten Gus und Joe haben einen Angelwettbewerb von Billy „Catch“ Pooler gewonnen, weswegen sie den ersten Preis, eine Angelreise nach Florida zum Golf von Mexiko, antreten. Doch bereits bei einem Zwischenstopp in einem Restaurant lernen sie Dekker Massey kennen, einen Mörder und Heiratsschwindler, der ihren Plymouth Barracuda klaut und sich davonmacht. Selbstverständlich wollen sie diesen zurückhaben und finden ihn auch später bei einer Tankstelle vor. Und bevor es Massey eine Lehre sein kann, sie bestohlen zu haben, merken sie, dass er bewaffnet ist, und flüchten mit ihrem eigenen Wagen wieder davon. Im Wagen selbst finden sie ein blutiges Messer, mit welchem sie kaum etwas anzufangen wissen, weswegen sie es erstmal nicht beachten. Erst als sie in ihrer Unterkunft „Glades Glory“ abgestiegen sind und abends ein Bericht über Massey im Fernsehen kommt, der von einer Belohnung von 100.000 US-Dollar bei der Ergreifung des Mörders spricht, haben sie erstmals eine Ahnung, was es mit dem Messer auf sich hat. 
Aber Massey ist schon längst auf dem Weg, die beiden und Beweise zu schnappen, aber vom möglichen Geld berauscht, kaufen Joe und Gus sich lieber ein überteuertes Boot, welches sie bei größtem Chaos wiederum zu Schrott fahren. Unglücklicherweise verlieren sie dabei die Tatwaffe, was sich allerdings mit dem Auffinden der Schatzkarte, wo Massey die Beute der betrogenen Frauen versteckt, kompensieren lässt. Nach einigen weiteren Unglücken, darunter Schlafwandlerei, ein explodierendes Hotelzimmer, der Verlust der Karte und Joes Blitzeinschlag, fahren beide anschließend in den Everglades-Nationalpark, wo sie den Schatz bergen. Aber sie werden von Massey überwältigt und gefesselt. Doch „Catch“ Pooler taucht auf, befreit sie und hilft ihnen bei der Jagd nach Massey. Dieser hat, nachdem es zu einer wilden Verfolgungsjagd mit Luftkissenfahrzeugen kam, vor, mit einem Wasserflugzeug zu fliehen, aber da der Angler Joe seine Rute dabei hat, fängt er ihn und kann ihn anschließend als Gefangenen der Polizei übergeben. Und obwohl beide daraufhin als Helden gefeiert werden und die Belohnung einkassieren, bleibt nach der Bezahlung von all dem Schaden, den sie angerichtet haben, lediglich 34 US-Dollar übrig.

## Kritik
Der Film erhielt nahezu ausschließlich negative Kritiken. So zählte die Internetseite Rotten Tomatoes von 27 gewerteten professionellen Kritiken eine positive, was etwa 4 % entspricht. Auch vom breiten Publikum wurde der Film größtenteils mit negativen Reaktionen aufgenommen, denn gleichzeitig werteten nur 37 % den Film positiv. Dies wiederum wird vom Onlinefilmarchiv Internet Movie Database, einer weiteren Plattform, auf der normale Filmfans ihre Filmkritiken abgeben können, bestätigt, denn dort gaben bislang 9.754 Personen dem Film schlechte 4,8 von 10 möglichen Punkten.
Unglücklicherweise seien die beiden Figuren im Film von selben Charakter, „nämlich Idioten“, meinte Lawrence van Gelder in der liberalen Tageszeitung New York Times, weswegen der Film trotz eines „energischen, aber mühsamen“ Abenteuers wie „Ballast“ wirke. Insgesamt sei der Film einfach nur dumm und die beiden Figuren Gus und Joe seien mit einer „Dummheit [bestraft], die weit außerhalb jedes sensiblen Sonars“ läge.
Obwohl es eine gewisse „Buddy-Chemie“ gäbe, meinte der renommierte Filmkritiker James Berardinelli, wäre es traurig zu sehen, wie Joe Pesci und Danny Glover durch einen „unlustigen, fehlgeleiteten [und] minderwertigen“ Film laufen. Im Grunde genommen handele es sich hier um „Dumm und Dümmer trifft Lethal Weapon, nur ohne Mel Gibson“ und es wäre „unendlich mal viel besser gewesen“, wenn man anstatt des Abenteuers die beiden Darsteller gezeigt hätte, wie sie 90 Minuten lang im Boot sitzen und angeln.
Die Washington Post sah in „dieser unglaublich schwachsinnigen Komödie“ viele „Szenen mit gezwungenem infantilen Humor“.
Das Lexikon des internationalen Films meinte: „Uninspiriert und humorlos werden zwei altgediente Darsteller vorgeführt, die nie wirklichen Starruhm erreichten und nun mit dieser unsäglich dämlichen Komödie in einem Karrieretief stecken.“

## Hintergrund
Der Stunt, bei dem Joe und Guss mit ihrem beschädigten Boot aus dem See beim Big Cypress Swamp springen und während eines Bademodenwettbewerbs landen, lief am 19. Dezember 1995 schief. Das Boot verfehlte die Rampe, und anstatt zu springen, drehte es sich, sodass es sich rollend überschlug. Dabei traf das unkontrollierbare Gefährt eine Menschenmenge und tötete Janet Wilder und verletzte sechs Menschen. Sie besuchte ihren Mann, den Stuntman Scott Wilder und Schwiegervater, den Stuntman Glenn Wilder, beim Set.

## Veröffentlichung
Der Film startete in den US-Kinos am 30. Mai 1997 und konnte als bester Neueinsteiger auf Platz drei der Kinocharts 5,7 Mio. US-Dollar seiner 53 Mio. US-Dollar Produktionskosten wieder einspielen. Allerdings betrug sein gesamtes weltweites Einspielergebnis lediglich 19,7 Mio. US-Dollar, womit der Film als Flop gilt. In Deutschland kam der Film nicht in die Kinos und wurde gleich am 6. August 1998 auf VHS veröffentlicht. Die deutsche DVD-Veröffentlichung fand am 10. Februar 2004 statt.